# Sicafodia stylos
Sicafodia stylos is een vlokreeftensoort uit de familie van de Sicafodiidae. De wetenschappelijke naam van de soort is voor het eerst geldig gepubliceerd in 2004 door Just.